# Millioner
Millioner (russisch Миллионер, Millioner) ist ein sowjetischer Propagandacartoon aus dem Jahr 1963, der unter der Regie von Witold Bordsilowski und Juri Prytkow entstand. Der Cartoon wurde von der Filmfirma Sojusmultfilm produziert. Das Drehbuch dieses Cartoons wurde von Sergei Michalkow verfasst.

## Handlung
Eine reiche alte Dame hinterlässt ihrer Bulldogge ihr gesamtes Vermögen. Diese genießt erstmal mit dem Geld ihr Leben und tritt wenig später in den Millionärsclub ein. Durch den Einfluss ihrer neuen Freunde wird sie Politiker, der sich nicht für das Volk, sondern für seine Gewinnmaximierung interessiert und somit auch vor der Anzettelung eines Krieges nicht zurücksteckt.
Am Ende des Cartoons ist zu sehen, wie die Bulldogge auf einigen Geldsäcken steht, die plötzlich verschwinden.

## Synchronisation
| Rollen                         | russischer Sprecher |
| ------------------------------ | ------------------- |
| Erzähler                       | Emmanuil Kaminka    |
| Sonstige Stimmen und Geräusche | Juri Chrschanowski  |

## Hintergrundinformation
Der Cartoon ist eine klare Absage an den Kapitalismus, bei dem es nur um die Maximierung des Gewinns geht. Der Cartoon zeigt, wie sich aus einer fast harmlosen Bulldogge ein korrupter Politiker entwickelt, und warnte das sozialistische Volk vor der Macht des Geldes.
Der Film wurde später auch in Argentinien von der Empresa Hispanoamericana de Video (EHV) auf Video veröffentlicht. Auch in Amerika wurde der Film auf DVD veröffentlicht.